# Лухукай, Йос
Йос Лухука́й (нидерл. Jos Luhukay; 13 июня 1963, Венло) — голландский футболист и футбольный тренер. Выступал на позиции полузащитника.

## Игровая карьера
Йос Лухукай начинал карьеру в родном городе Венло. В 15 лет он попал в «ВВВ-Венло», откуда ушёл в 1982 году. Лухукай провёл по два года в клубах «Венрай» и «ВОС-Венло» и вернулся в «ВВВ-Венло» в 1986 году. Через три года он снова покинул команду и перешёл в «Схидам», а ещё через два года — в «Валвейк». Всего за 15 лет Лухукай провёл 139 матчей и забил 27 голов в Высшем дивизионе Нидерландов, также на его счету 48 матчей и 12 голов в Первом дивизионе.
Летом 1993 года Лухукай отправился в Германию. Проведя два года в «Штрелене», он перешёл в «Юрдинген 05», где провёл два матча в первой Бундеслиге. В 1996 году Лухукай вернулся в «Штрелен» и помог команде выйти в Оберлигу «Северный Рейн». Летом 1998 года Йос закончил карьеру.

## Тренерская карьера

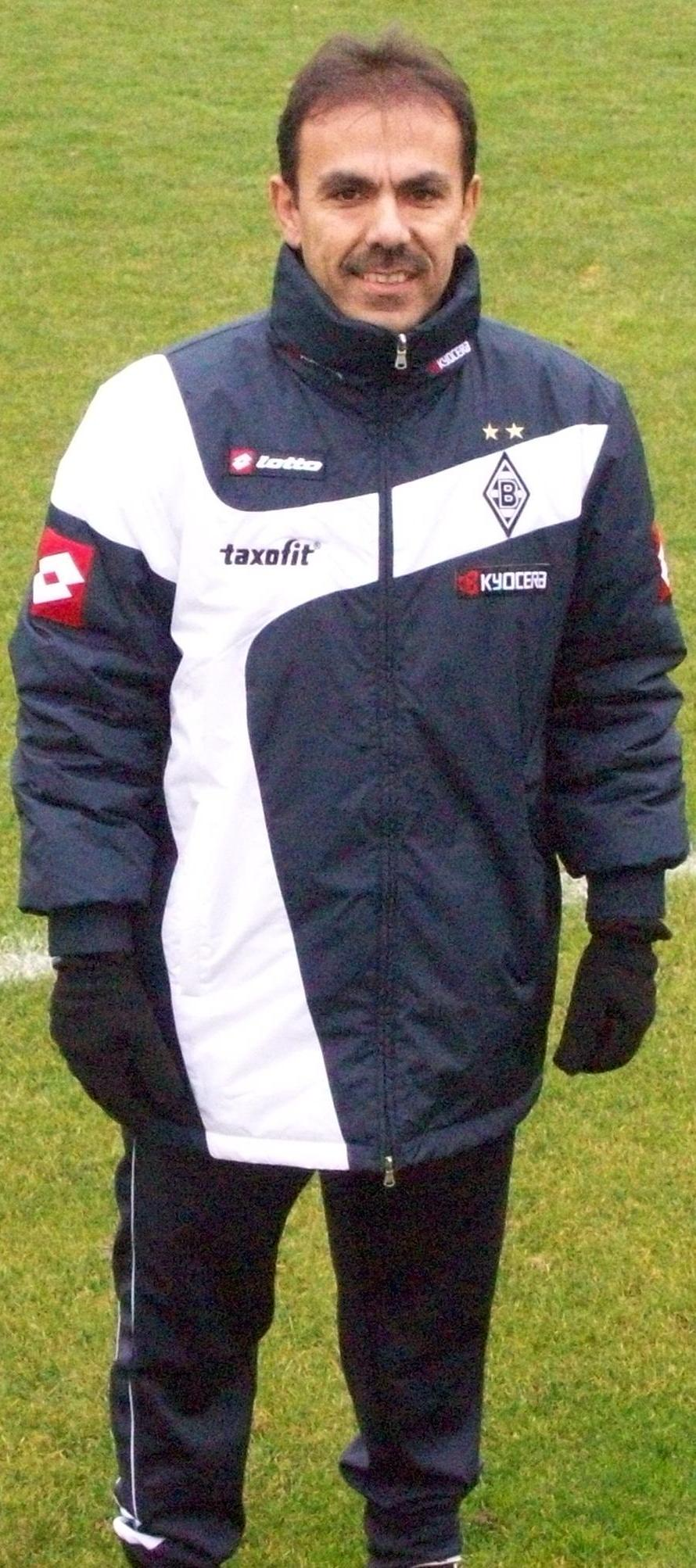
Йос Лухукай на посту главного тренера мёнхенгладбахской «Боруссии» в 2007 году.

Спустя месяц после завершения игровой карьеры Лухукай стал главным тренером «Штрелена». Через 2 года он возглавил «Юрдинген 05». С этим клубом Лухукай в 2002 году занял пятое место в Региональной лиге «Север» и произвёл фурор в Кубке Германии, обыграв «Энерги» и «Вердер» и вылетев от «Кёльна» только в серии пенальти. Летом 2002 года Лухукай стал ассистентом главного тренера «Кёльна». Йос занимал эту должность при Фридхельме Функеле, Марселе Коллере и Хубе Стевенсе. В ноябре Лухукай стал и. о. главного тренера после увольнения Функеля и провёл на этом посту один матч — против «Ганновера» (1:2). Летом 2005 года он возглавил «Падерборн 07», но в августе 2006 года ушёл в отставку.
В январе 2007 года Лухукай стал главным тренером мёнхенгладбахской «Боруссии», сменив Юппа Хайнкеса. Контракт был подписан на полгода, однако в марте 2007 года он был продлён до лета 2009 года. Однако в сезоне 2006/07 «Боруссия» вылетела из Бундеслиги. Лухукай продолжил работу с «жеребцами» во второй Бундеслиге и, обеспечив первое место за несколько туров до конца сезона, вернул клуб в высший дивизион по итогам сезона 2007/08. 5 октября 2008 года он был уволен из «Боруссии» после того, как команда проиграла шесть из семи первых матчей в сезоне.
14 апреля 2009 года Лухукай занял пост главного тренера «Аугсбурга». В сезоне 2009/10 команда заняла третье место во второй Бундеслиге, однако проиграла «Нюрнбергу» в стыковых матчах. 8 мая 2011 года «Аугсбург» обыграл «Франкфурт» (2:1) и обеспечил выход в Бундеслигу со второго места. Первый сезон в Бундеслиге команда завершила на 14-м месте, обеспечив сохранение в прописке в лиге после 33-го тура. 5 мая 2012 года, после заключительного тура сезона, Лухукай и клуб разорвали контракт, действовавший до лета 2013 года.
Летом 2012 года Лухукай возглавил берлинскую «Герту», подписав контракт до 2014 года и сменив Отто Рехагеля. В сезоне 2012/13 «Герта» вышла в Бундеслигу, заняв первое место во второй лиге. 5 февраля 2015 года Лухукай покинул «Герту» после поражения от «Байера» (0:1).
17 мая 2016 года Лухукай был назначен главным тренером «Штутгарта». 15 сентября 2016 года он был уволен в связи с конфликтом со спортивным директором клуба Яном Шиндельмайзером.
5 января 2018 года Лухукай сменил Карлуша Карвальяла на посту главного тренера английского клуба «Шеффилд Уэнсдей»

## Тренерская статистика
| Команда                  | Начало работы   | Окончание работы | Результаты | Результаты | Результаты | Результаты | Результаты |
| Команда                  | Начало работы   | Окончание работы | И          | В          | Н          | П          | В %        |
| ------------------------ | --------------- | ---------------- | ---------- | ---------- | ---------- | ---------- | ---------- |
| Юрдинген 05              | 1 июля 2000     | 30 июня 2002     | 73         | 29         | 19         | 25         | 39.73      |
| Кёльн                    | 30 октября 2003 | 2 ноября 2003    | 1          | 0          | 0          | 1          | 0          |
| Падерборн 07             | 1 июля 2005     | 11 августа 2006  | 35         | 13         | 7          | 15         | 37.14      |
| Боруссия (Мёнхенгладбах) | 31 января 2007  | 5 октября 2008   | 60         | 23         | 16         | 21         | 38.33      |
| Аугсбург                 | 15 апреля 2009  | 5 мая 2012       | 123        | 53         | 37         | 33         | 43.09      |
| Герта (Берлин)           | 1 июля 2012     | 5 февраля 2015   | 92         | 40         | 22         | 30         | 43.48      |
| Штутгарт                 | 17 мая 2016     | 15 сентября 2016 | 5          | 3          | 0          | 2          | 60         |
| Шеффилд Уэнсдей          | 8 января 2018   | 21 декабря 2018  | 48         | 16         | 13         | 19         | 33.33      |
| Санкт-Паули              | 10 апреля 2019  | 29 июня 2020     | 49         | 14         | 17         | 18         | 28.57      |
| Всего                    | Всего           | Всего            | 476        | 185        | 129        | 162        | 38.87      |

По состоянию на 28 июня 2020 года

## Достижения
- Победитель второй Бундеслиги (2): 2007/08, 2012/13